# Kaoru Arima
Kaoru Arima (有馬 馨, Arima Kaoru, 15 de dezembro de 1893 – 23 de janeiro de 1956) foi um almirante e comandante da Marinha Imperial Japonesa durante a Segunda Guerra Mundial. Durante a guerra contra os Estados Unidos, Arima comandou o couraçado Musashi, um dos maiores navios de guerra já construídos.

## Biografia
Arima era natural da prefeitura de Miyazaki. Ele se formou na 42ª turma da Academia Naval Imperial Japonesa em 1914. Ele ficou em 40º em uma classe de 117 cadetes. Como um aspirante, ele foi designado para o cruzador Aso e o encouraçado Hizen, e como um subtenente do cruzador Izumo. Depois de servir na tripulação dos destroyers Oboro e Minazuki, ele foi comissionado como  tenente e atribuído ao cruzador Kuma, seguido pelo cruzador Asama e pelo encouraçado Kongō.
Arima se formou na 25ª turma na Faculdade Naval de Estado-maior da Marinha Imperial Japonesa e foi promovido a tenente comandante em dezembro de 1926. Após um período de 2 anos e meio como instrutor de artilharia na Academia Naval Imperial Japonesa, ele posteriormente serviu como oficial de artilharia chefe no cruzador Yakumo. Ele foi designado para o estado-maior da 2ª Frota Expedicionária na China em setembro de 1931, e passou para o Estado-Maior Geral da Marinha Imperial Japonesa em novembro de 1932. Após sua promoção a comandante em dezembro de 1932, ele serviu como instrutor na  Faculdade do Estado-Maior Naval até 1937.
Arima também foi promovido a capitão em dezembro de 1936 e recebeu seu primeiro comando, o cruzador Kumano, em novembro de 1939. Em outubro de 1940, ele foi designado o comando do encouraçado Hiei. A partir de setembro de 1941, ele foi oficial executivo do novo supercouraçado Musashi e se tornou seu capitão em 5 de agosto de 1942. Ele foi promovido a contra-almirante em 1 de novembro. Durante a maior parte do restante da guerra, ele serviu como instrutor na academia naval e escolas de treinamento especializadas.
Mais tarde, Arima serviu como chefe de gabinete da 4ª Frota IJN da Marinha Imperial Japonesa; ele foi promovido a vice-almirante em 1º de novembro de 1945. Sobrevivendo à guerra, Arima morreu em 1956.